# AV-ресивер

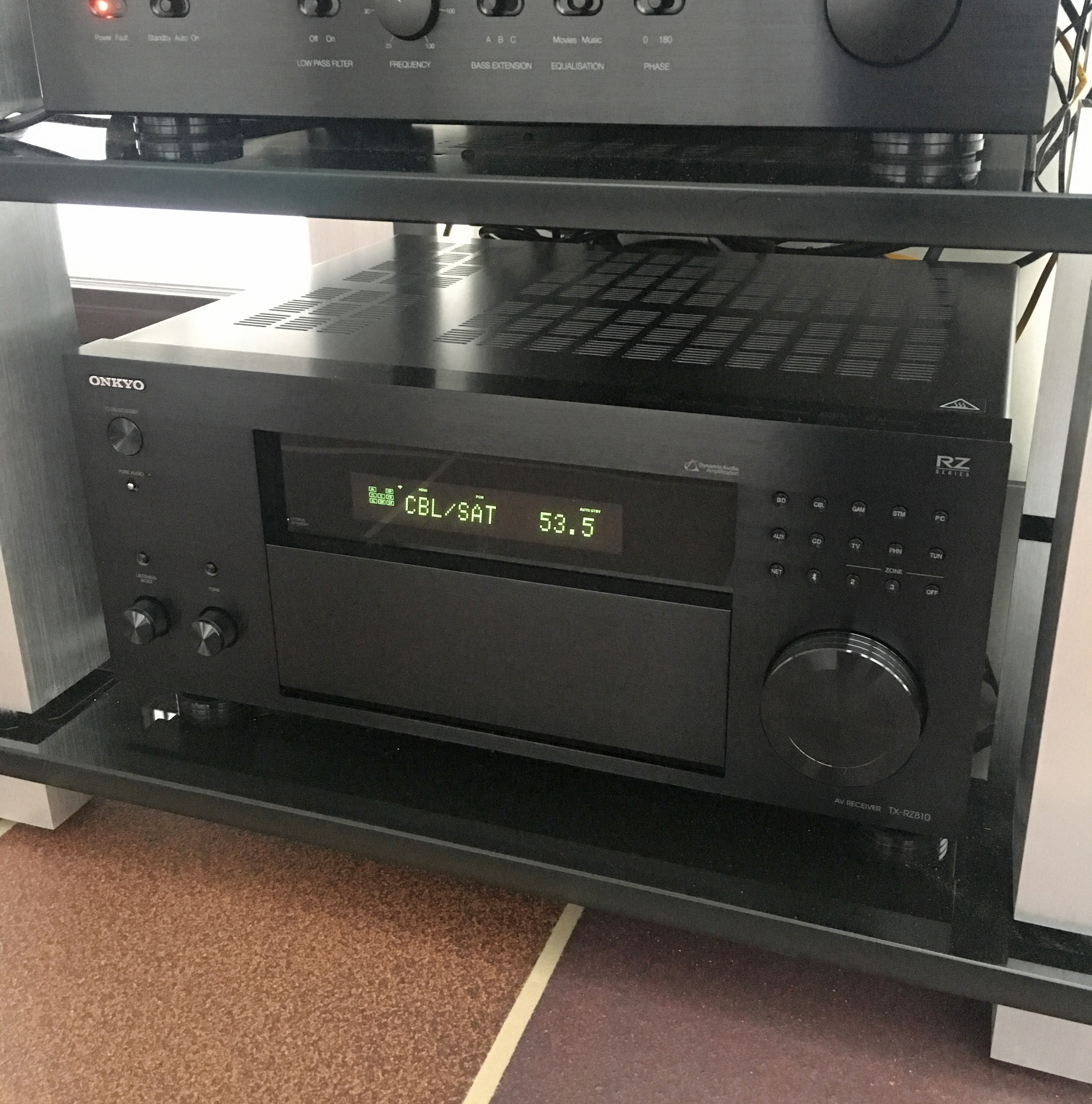
AV ресивер Onkyo TX-RZ810 установленный в стойку под аппаратуру.

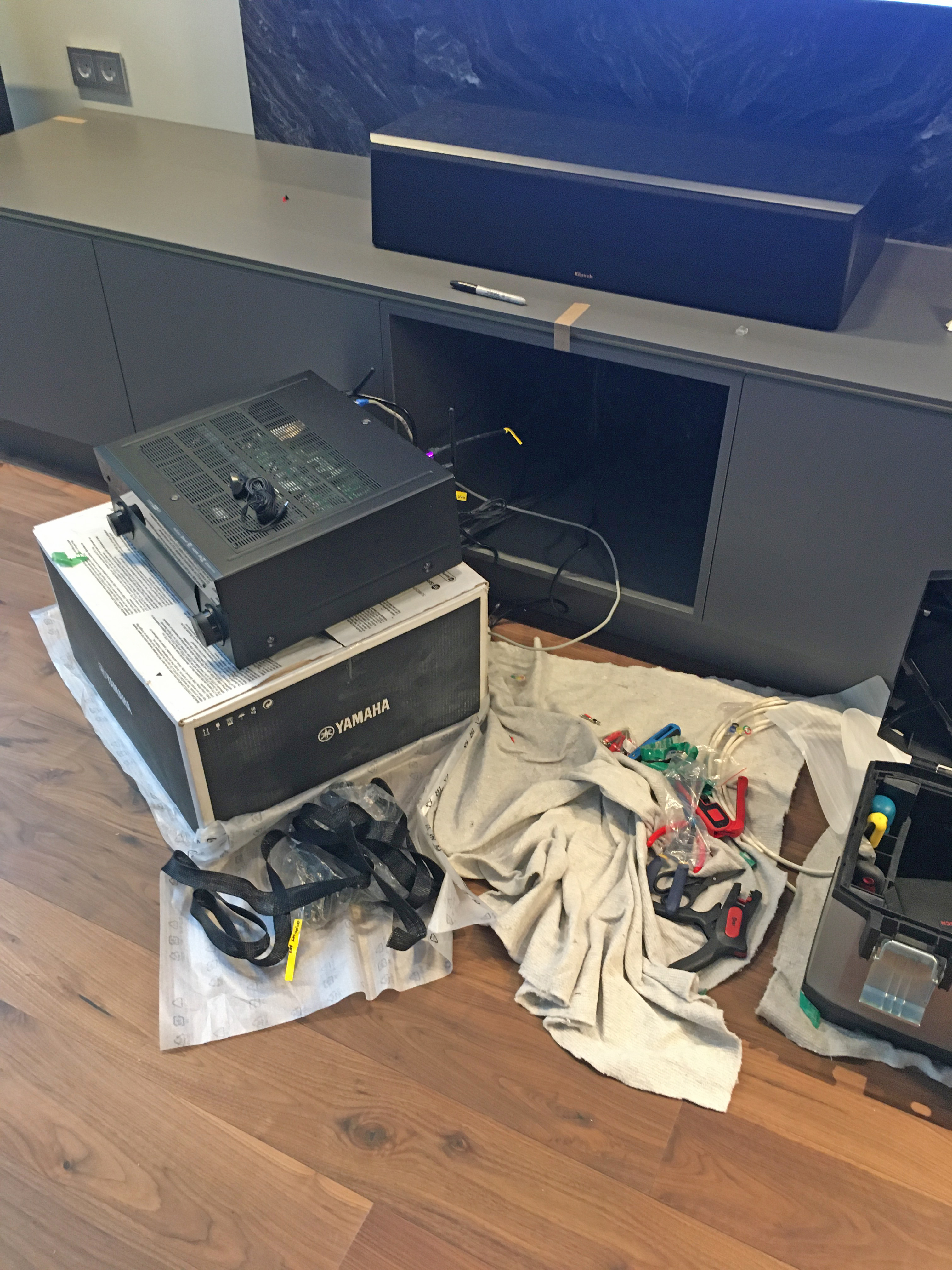
Процесс подключения AV-ресивера Yamaha RX-A1080 для последующей установки в мебельную консоль.

AV-ресивер (A/V-ресивер, англ. AV receiver — audio-video receiver) — многоканальный усилитель с декодерами цифрового аудиопотока (ЦАП — цифро-аналоговый преобразователь), тюнером и коммутатором аудио- и видеосигналов, для бытового применения в системах домашнего кинотеатра. 
При отсутствии тюнера аппарат называют AV-усилителем. Он также может объединяться с DVD-проигрывателем или разделяться на два блока: AV-процессор и блок усилителей мощности.

## История
История ресивера начинается с конца 20-х годов XX века, на которые пришёлся расцвет радиовещания, когда во всём мире получили распространение системы из радиоприёмника и усилителя, объединённых в одном корпусе. Этот гибрид и имел название RECEIVER, что означает «приёмник». Просуществовав в таком виде не одно десятилетие, с недавних пор ресивер начал новую жизнь.
Благодаря разработчикам домашних звуковых систем в него стали встраивать сначала простейшие процессоры эффектов окружающего звука, работающие по принципу задержки и фазового сдвига сигнала стереоканалов. Получался эффект эха в большом зале, когда сначала зритель слышал звук, идущий с экрана, а потом после короткого, но ощутимого на слух промежутка времени до него доходил звук, отраженный от задних и боковых стен.
В дальнейшем получил распространение принцип многоканальной записи звуковой дорожки к фильму. Потребовалось большее число каналов усиления.
Инженеры компании Dolby Laboratories (США) предложили использовать сначала четыре, а затем пять каналов окружающего звука. Изменился и принцип записи фонограммы на бытовые носители, которыми в это время были в основном видеокассеты. Запись звука происходила по принципу математической матрицы, в две стереодорожки кодировалась информация для четырёх каналов.
Для её правильного считывания и распределения полученных звуковых данных в соответствующие каналы в ресиверы стали встраивать декодер. С ним аппарат получил чуть более длинное название — AV-ресивер.
С развитием домашнего кинотеатра и многоканальных систем звукового сопровождения фильмов Dolby Digital и DTS, число каналов выросло сначала до 6 (позже до 8), а передача звука (а затем и видео) стала осуществляться посредством цифровых интерфейсов (например, HDMI).

## Особенности

### Радиоприёмник
Тюнер ресивера принимает аналоговые сигналы двух (СВ/УКВ) или трёх (ДВ/СВ/УКВ) диапазонов. Тюнер большинства ресиверов новейшего поколения совместим с RDS. Также может присутствовать возможность приёма цифрового радио DAB+ (может быть реализована в виде отдельного или встроенного модуля).
Последние топовые модели ресиверов оборудуются модулем спутникового радио XM-satellite (для рынка США). Некоторые модели имеют HD Radio (для рынка Северной Америки) тюнер, Ethernet порт для приёма потокового Интернет-радио и подключения к компьютеру.

### Декодеры
AV-ресиверы обычно оснащаются одним и более декодерами для источников, имеющих более двух каналов звуковых данных. В большинстве случаев это звуковое сопровождение фильмов.
С появлением DVD формат Dolby Digital стал стандартом. Большинство AV-ресиверов имеют декодеры Dolby Digital и, как минимум, один цифровой вход S/PDIF, для подключения источников с цифровым выходом.
Позже появился формат DTS, предлагающий более качественный звук (с меньшей компрессией). Он также стал стандартом многоканального звука, а декодеры DTS также присутствуют в большинстве моделей AV-ресиверов.
Появление носителей с большей плотностью записи Blu-ray Disc и HD DVD, высокоскоростного интерфейса передачи цифрового сигнала HDMI и форматов видео с многоканальным звуком, сжатого без потерь (Dolby TrueHD и DTS-HD Master Audio), а так же Dolby Atmos и DTS:X позволило существенно поднять планку приближения воспроизводимого звука к оригиналу.

### Процессор эффектов
Большинство ресиверов предполагает наличие процессора эффектов, позволяющего манипулировать различными настройками и звуковыми эффектами. В некоторых случаях это простой эквалайзер, иногда это может быть целый комплекс для имитации звукового поля концертного зала или стадиона (зависит от настроек). Также существует возможность настраивать задержку звука по каналам, чтобы обеспечить оптимальную звуковую картину (на некоторых моделях для этого прилагается измерительный микрофон).
THX — это сертификат наличия специальной обработки сигнала и соответствие того или иного продукта стандартам THX. Для ресиверов это процессор, снижающий агрессивность высокочастотных составляющих, делая звук более похожим на звук в кино. Усилитель (ресивер) с эмблемой THX имеет выходную мощность по всем каналам, равную 100 Вт с довольно низким уровнем искажения и может работать с колонками практически любой сложности.

### Усиление

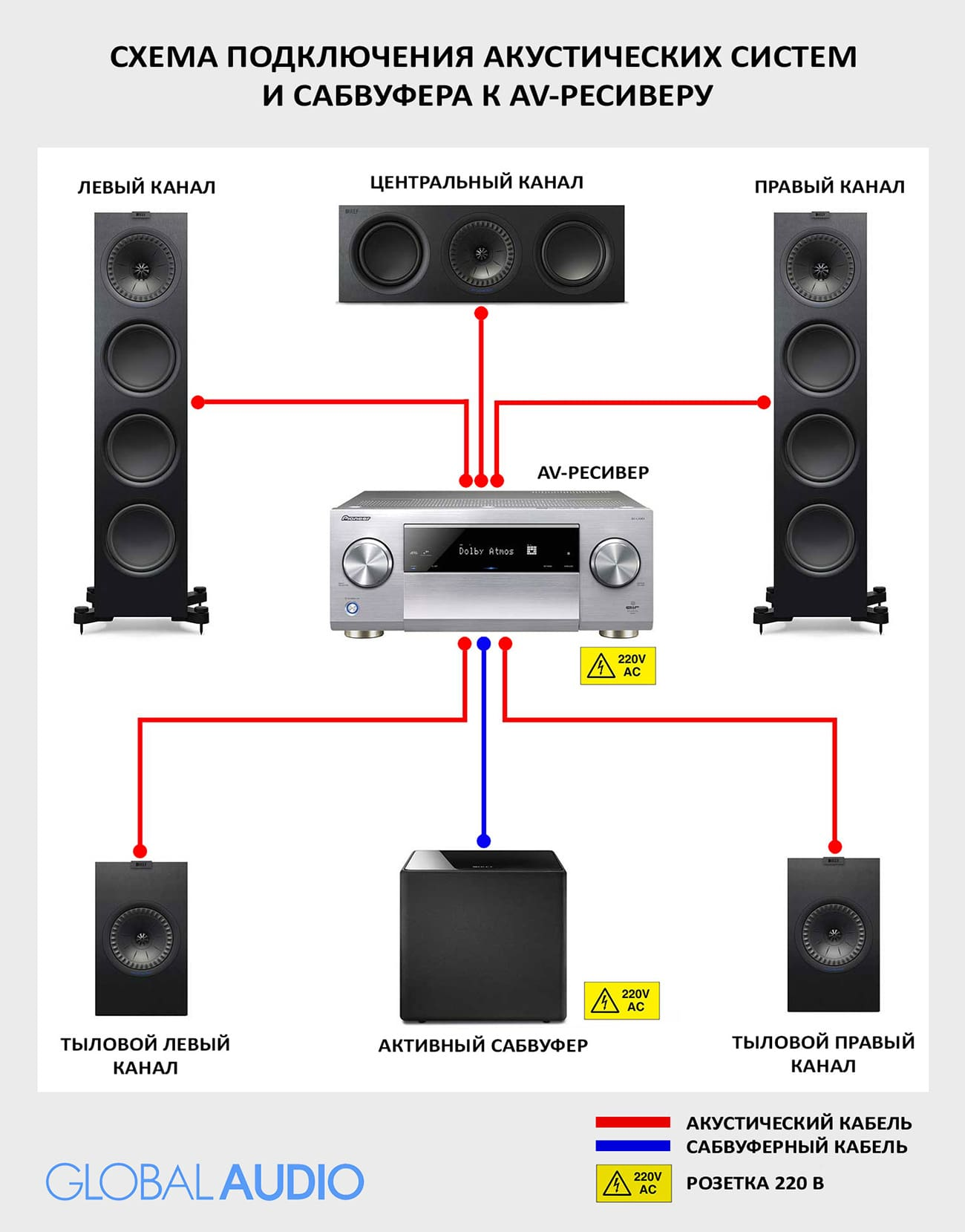
Принципиальная схема подключения акустических систем и активного сабвуфера к AV-ресиверу.

Стереоресивер имеет два канала усиления, в то время как AV-ресивер имеет более двух каналов. Наиболее распространены AV-ресиверы с пятью каналами усиления. Такие ресиверы обычно называют 5.1-ресиверы. В них предусматривается подключение громкоговорителей правого, центрального, левого каналов, а также правого и левого каналов окружения. 7.1 предполагает также наличие дополнительных левого и правого тыловых каналов окружения. 
Обозначение «.1» служит для указания канала низкочастотных эффектов, сигнал которого обычно подается на встроенный усилитель сабвуфера. 5.1 и 7.1-ресиверы, обычно, не имеют усилителя для этого канала. 

Сигнал подается на выход с линейным уровнем.
AV-ресиверы имеющие поддержку верхних каналов объемного звучания Dolby Atmos могут иметь конфигурацию 5.1.2 где обозначение «.2» говорит о наличии двух каналов Atmos.
В большинстве ресиверов используются усилители класса AB. В последнее время всё чаще производители выпускают ресиверы, используя усилители класса D; усилители класса D более энергоэффективны, могут быть меньше и легче, чем эквивалентные усилители класса AB.

### AV входы/выходы
AV-ресиверы имеют различные возможности по подключению аппаратуры. Стандартные разъёмы включают:
- аналоговый звук (RCA-разъёмы и реже XLR),
- цифровой звук (S/PDIF; TOSLINK или RCA-разъём с коаксиальным кабелем),
- композитный видеосигнал (RCA-разъём),
- аналоговый видеосигнал S-Video,
- аналоговый аудио-видео сигнал SCART,
- компонентное видео (RCA-разъёмы и реже BNC)
- цифровой аудио-видео сигнал HDMI.

Для подключения аналоговых источников звука используются обычно RCA-разъёмы, аналоговые звуковые выходы обычно используются для подключения к видеомагнитофону либо аудиодеку.
XLR разъёмы используются реже, в более дорогих моделях AV-ресиверов.
Цифровое подключение используется для передачи звуковых данных в форматах ИКМ, Dolby Digital и DTS. Обычно это CD- и DVD-проигрыватели или спутниковые ресиверы. Также возможно подключение цифрового выхода звуковой платы компьютера.
Для композитного соединения используются RCA разъёмы. Подключение композитного видеосигнала стандартно для всех AV-ресиверов и допускает подключение таких устройств как VHS-видеомагнитофонов, ресиверов цифрового телевидения и игровых приставок. DVD-проигрыватели также могут быть подключены к композитным входам, однако, предпочтительно их подключать более широкополосным соединением.
S-Video соединение предоставляет качество видео выше, чем композитный сигнал.
SCART соединение содержит в себе сигналы RGB-компонентного видео, s-video и композитного видео со стереозвуком. В зависимости от используемого типа сигнала качество изображения может различаться. 
Компонентное соединение обеспечивает наилучшее качество при передаче аналогового видео.
HDMI используется в большинстве современных AV-ресиверов. Посредством HDMI возможна передача как звука, так и видео в цифровом представлении. Разные модели AV-ресиверов поддерживают различные версии стандарта. Некоторые могут передавать только видео и не поддерживают передачу многоканального звука. Некоторые не поддерживают передачу несжатого многоканального звука ИКМ, который используется в Blu-ray Disc и HD DVD проигрывателях для передачи звука наилучшего качества.
Источниками, подключёнными по HDMI к AV-ресиверу, могут быть не только DVD, Blu-ray Disc и HD DVD проигрыватели, но и видеокарта компьютера с DVI-выходом. Для такого подключения потребуется переходник DVI-HDMI. Также, посредством HDMI возможна передача видеосигнала от AV-ресивера на ЖК-дисплей, проектор и другие современные средства отображения видеоинформации, имеющие данный разъём.

### Видеопреобразование
Некоторые AV-ресиверы могут преобразовывать видео одного формата в другой. Это называется транскодинг. Небольшое количество ресиверов также могут производить деинтерлейсинг видеосигналов. Например, ресивер с набором этих функций может преобразовать композитный сигнал c чересстрочной развёрткой 576 строк (576i) в видеосигнал с прогрессивной развёрткой 720 строк (720p), таким образом, значительно повысив его качество при просмотре на современных телевизорах HD Ready или Full HD.